# Federación Malaya en los Juegos Olímpicos
La Federación Malaya, parte del Imperio británico, estuvo representada por una delegación propia en los Juegos Olímpicos. Después de 1963, los deportistas compitieron bajo la bandera de Malasia.
Participó en dos ediciones de los Juegos Olímpicos de Verano, su primera presencia tuvo lugar en Melbourne 1956. El equipo olímpico no obtuvo ninguna medalla en las ediciones de verano.
En los Juegos Olímpicos de Invierno Malaya no participó en ninguna edición.

## Medallero

### Por edición
Juegos Olímpicos de Verano
| Evento         | Oro | Plata | Bronce | Total |
| -------------- | --- | ----- | ------ | ----- |
| Melbourne 1956 | 0   | 0     | 0      | 0     |
| Roma 1960      | 0   | 0     | 0      | 0     |
| TOTAL          | 0   | 0     | 0      | 0     |